# Філарет (патріарх Московський)
Патріарх Філарет або Федір Микитович Романов (рос. Патриа́рх Филаре́т, Фёдор Ники́тич Рома́нов, *1554 — †11 жовтня 1633, Москва, Московське царство) — церковний та політичний діяч Смутного часу та наступної епохи Московського царства; третій Патріарх Московський і всієї Русі (1619—1633). Перший з роду Романових, який мав саме це прізвище; двоюрідний брат царя Федора Івановича (сина Івана IV Грозного); батько першого царя з роду Романових — Михайла Федоровича (обраного на трон у 1613).

## Життєпис
У ранні роки Федір Романов не планував вступати до чернецтва і бути духовною особою. Боярин (з 1586 р.), один з перших чепурунів в Москві, син впливового Микити Захар'їна-Юр'єва, племінник цариці Анастасії, першої дружини Івана IV Грозного, він вважався можливим суперником Бориса Годунова в боротьбі за владу після смерті Федора Івановича в 1598 році. У 1590-і роки займав ряд державних і військових посад: був псковським намісником, брав участь у переговорах з послом імператора Рудольфа II, служив воєводою в ряді полків.
Разом з іншими Романовими, що зазнали опали при Борисі Годунові, який розглядав їх як своїх суперників у домаганнях на московський престол, в 1600 році був засланий. Він сам і його дружина Ксенія Іванівна Шестова були насильно пострижені в ченці під іменами «Філарет» і «Марфа», що повинно було позбавити їх прав на престол. Єдиний, хто вижив, це їхній син — Михайло Федорович — згодом в 1613 році був обраний московським царем.
До того Філарет встиг пережити нові злети і падіння: звільнений як «родич» з Антонієво-Сійського монастиря Лжедмитрій I в 1605 році і зайняв важливий церковний пост митрополита Ростовського, Філарет залишився в опозиції до Василя Шуйського яка скинула Лжедмитрія і з 1608 роки грав роль «названого патріарха» в Тушинському таборі нового самозванця, Лжедмитрія II; його юрисдикція поширювалася на території, контрольовані «тушинцями», до того ж він представив себе перед ворогами самозванця як його «полонений» і не наполягав на своєму патріаршому сані.
У 1610 був відбитий ("відполонений") у тушинців, незабаром взяв участь в поваленні влади Василя Шуйського і став активним прихильником семибоярщини. На відміну від патріарха Гермогена, він в принципі не заперечував проти обрання царем Владислава Сигізмундовича, але вимагав, щоб той прийняв православ'я. Беручи участь в переговорах з батьком Владислава, польським королем Сигізмундом III під Смоленськом і відмовившись підписати підготовлений польською стороною остаточний варіант договору, він був заарештований поляками в 1611.
1 червня 1619 його було звільнено (в порядку обміну полоненими) відповідно до умов Деулінського перемир'я 1618 і був урочисто зустрінутий сином.
Прибув до Москви 14 червня 1619; 24 червня того ж року його інтронізовано згідно чину поставлення першого Московського Патріарха, який здійснив Єрусалимський Патріарх Феофан III, котрий тоді перебував у Москві.
Він як батько государя, до кінця життя офіційно був його співправителем. Використовував титул «Великий государ» і зовсім незвичайне поєднання чернечого імені «Філарет» з ім'ям по батькові «Микитович»; тобто він фактично керував московитською політикою.
За вихованням і характером він був людиною світською. У церковно-богословських справах розбирався слабо і в спірних питаннях (наприклад, скандальний розгляд слів «і вогнем» в молитві для освяченні води в «Потребниках»), звертався до Вселенського Патріарха, просив Собор Східних Патріархів дати визначення про ті слова.

## Діти
- Тетяна (†4 листопада 1612) — дружина князя Івана Михайловича Катирьова-Ростовського;
- Борис (†20 листопада 1592 в дитинстві);
- Микита (†29 листопада 1593 в дитинстві);
- Михайло (1596—1645);
- Лев (†22 вересня 1597 в дитинстві);
- Іван (†7 червня 1599 в дитинстві).